# Lijst van Nederlandse deelnemers aan de Paralympische Winterspelen 2002
Deze lijst van Nederlandse deelnemers aan de Paralympische Winterspelen 2002 in Salt Lake City. geeft een overzicht van de sporters die zich hebben gekwalificeerd voor de Spelen.
| Paralympiër          | Sport              | Onderdeel                                                                        | Ervaring   |
| -------------------- | ------------------ | -------------------------------------------------------------------------------- | ---------- |
| Kjeld Punt           | Alpineskiën        | Afdaling Klasse LW2 Reuzenslalom Klasse LW2 Slalom Klasse LW2 Super-G Klasse LW2 | 3de Spelen |
| Martijn Wijsman      | Alpineskiën        | Afdaling Klasse LW2 Reuzenslalom Klasse LW2 Slalom Klasse LW2 Super-G Klasse LW2 | 4de Spelen |
| Arnold Polderman     | Biatlon Langlaufen | 7.5 km Klasse Blind 5 km Klasse B2 10 km Klasse B2                               | Debutant   |
| Marjorie van de Bunt | Biatlon Langlaufen | 7.5 km Klasse Staand 5 km Klasse staand 10 km Klasse staand 15 km Klasse staand  | 3de Spelen |